# Pierre Woeiriot de Bouzey

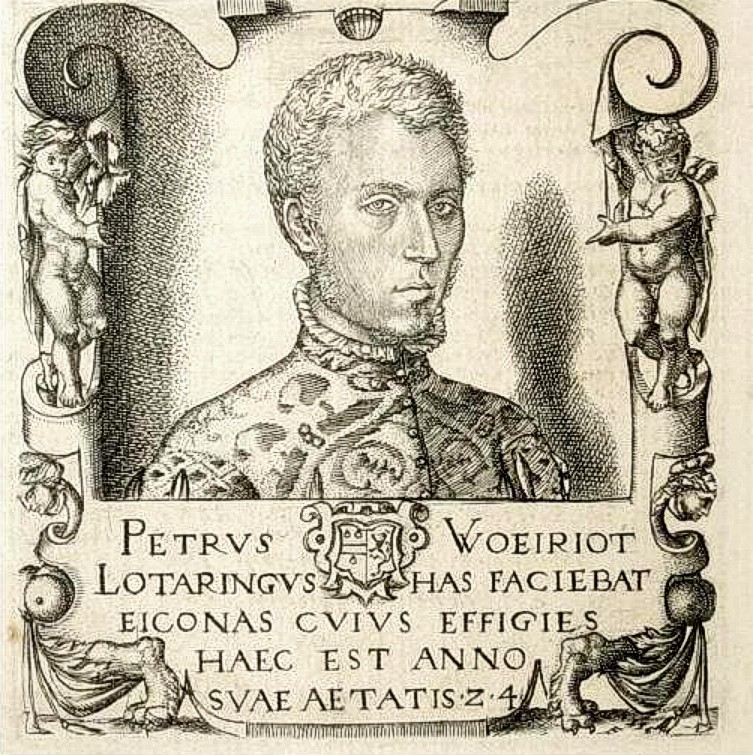
Selbstporträt (1556)

Pierre Woeiriot de Bouzey, (* 1532 in Neufchâteau; † 1599 in Damblain) war ein französischer Maler, Kupferstecher und Medailleur.

## Leben
Pierre Woeiriot wurde in Neufchâteau im Département Vosges in der Region Lothringen geboren. Goldschmied wie Vater und Großvater, widmete er sich ab etwa 1555 vor allem dem Kupferstich. Neben Buchillustrationen waren das vor allem Porträts von Zeitgenossen, etwa von Louise Labé und dem Instrumentenbauer Caspar Tieffenbrucker. Er lebte und arbeitete abwechselnd in Lyon und Nancy. Unter dem Einfluss des Dichters Louis Des Masures (1515–1574) trat er zum Protestantismus über und schuf zwei Portraits des Reformators Johannes Calvin. Von 1561 bis 1580 illustrierte er für den Kaufmann Antoine God das Alte Testament. Nach einem Aufenthalt in Augsburg ließ er sich 1571 in Damblain im Departement Vosges nieder. Dort starb er 1599.

## Werke (Auswahl)
- Illustrationen für „Lilio Gregorio Giraldi/Clément Baudin: Pinax iconicus antiquorum ac variorum in sepulturis rituum“, 1556
- Illustrationen für den „Livre d'anneaux d'orfèvrerie“, 1561
- Illustrationen für „Nicolas Clément: Rois et Ducs d'Austrasie“, 63 Portraits der Lothringer Herzöge, um 1562
- Medaillons von Charles IX von Frankreich und Charles II von Lothringen, 1572

## Galerie

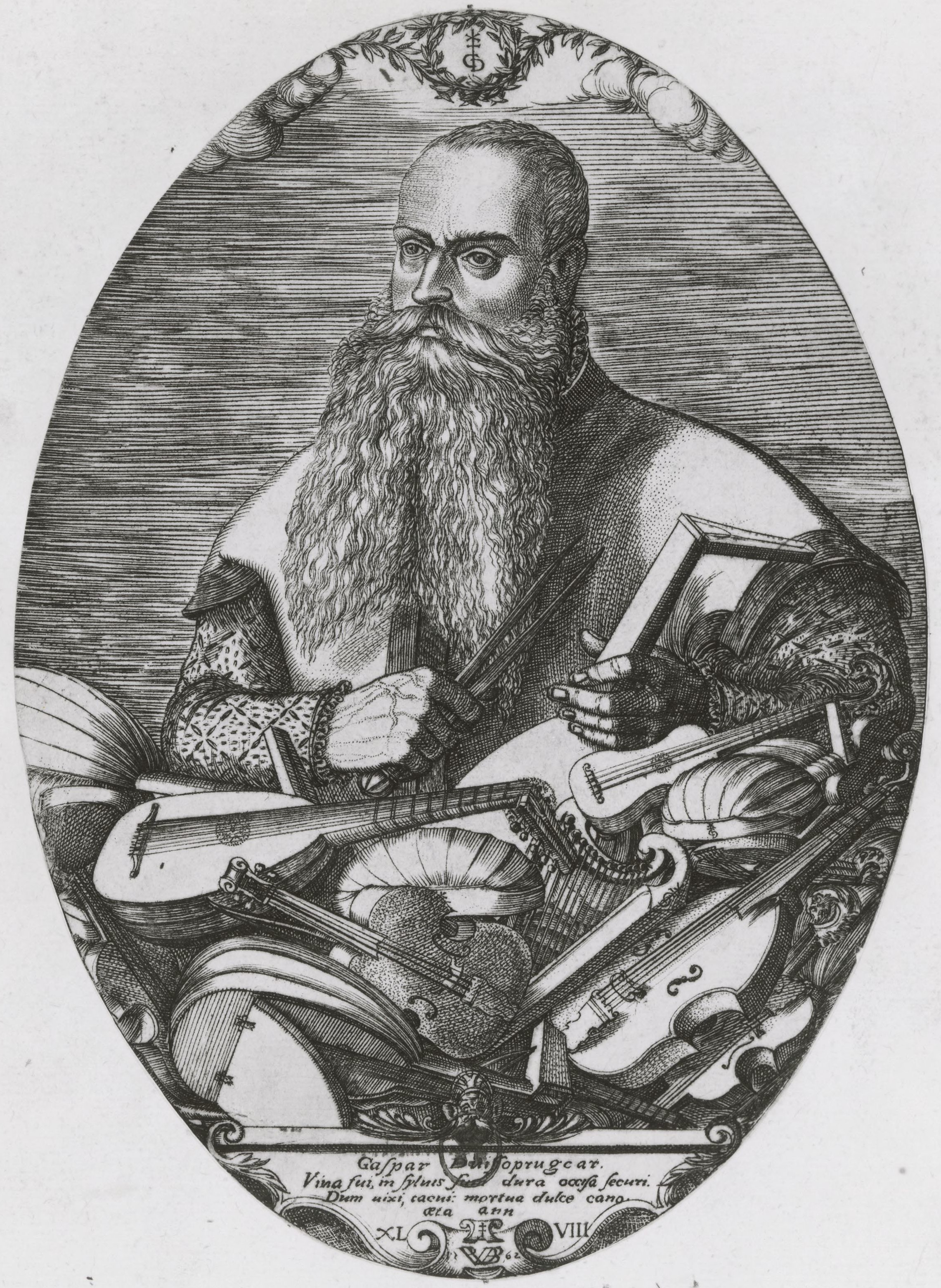
Porträt des Caspar Tieffenbrucker (1548).
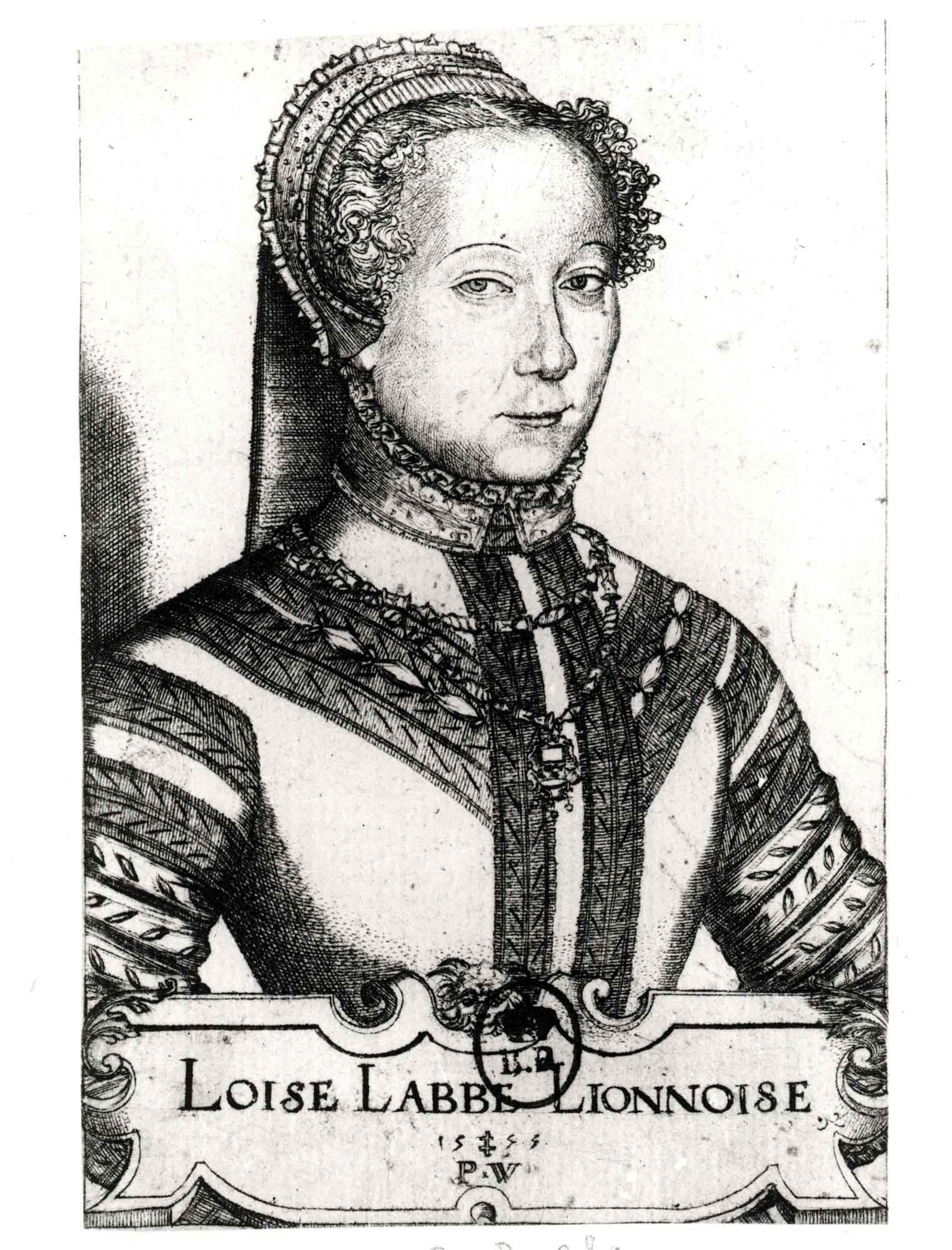
Porträt der Louise Labé, 1555.
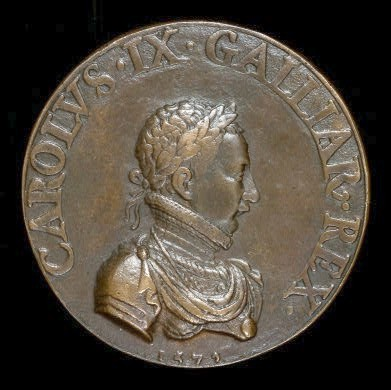
Medaille Karls IX., 1572, National Gallery of Art, Washington.
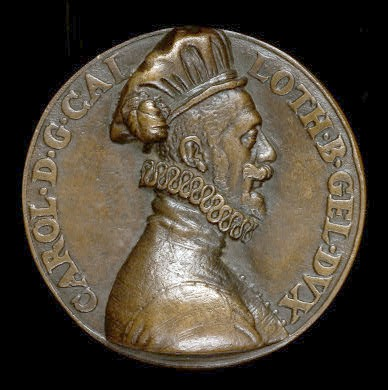
Medaille Karls II. von Lothringen, 1572, National Gallery of Art, Washington.